# Водна німфа
«Водна німфа» (англ. The Water Nymph) — американська короткометражна кінокомедія Мака Сеннета 1912 року з Мейбл Норманд в головній ролі.

## Сюжет
Мейбл і її коханий йдуть до пляжу, де випадково пожартували над батьком Георга.

## У ролях
- Мейбл Норманд — Дайвінг Венера
- Мак Сеннет — Георг
- Форд Стерлінг — батько Георга
- Фред Мейс
- Гас Пікслі — жінкоподібний чоловік
- Мей Буш — незначна роль
- Едвард Діллон — незначна роль
- Мері Максвелл — Німфа